# 托倫 (米日吉里亞區)
48°40′27″N 23°36′12″E / 48.67417°N 23.60333°E
托倫（烏克蘭語：Торунь）是烏克蘭西部的村莊，隸屬外喀爾巴阡州的胡斯特區。該村始建於1600年，海拔高度685米，2001年人口1,344，居民使用烏克蘭語。